# Les Anges de Satan
Les Anges de Satan (ملائكة الشيطان) és una pel·lícula del Marroc dirigida per Ahmed Boulane, lliurement inspirada en una notícia que va sacsejar l'opinió pública del Marroc per diversos mesos: l'anomenat afer dels rockers satanistes de Casablanca.

## Argument
Casablanca, 2003. Un grup de joves seguidors del Heavy Metal passen el seu temps entre la música heavy metal, les drogues i el coqueteig. Un dia, són detinguts per la policia. Motiu: Satanisme i soscavar la fe musulmana.
Comença un malson per a ells i un judici kafkià, on les proves inclouen, entre altres coses, una samarreta de "Kiss My Ass", CD d'àudio de Heavy Metal i una calavera de plàstic.

## Repartiment
- Mansour Badri : Hakim
- Younes Megri : el pare de Momo
- Driss Roukhe : Kader
- Amal Ayouch : Advocat
- Rafik Boubker : Said
- Amal Chabli : Meriam
- Salah Dizane : Oficial de police
- Ahmed El Maânouni : Le Wali
- الهاشمي بنعمرو El Hachmi BenAmar : Advocat
- Habib Hamdane : Advocat islamista
- Youssef Britel : Hicham
- Youssef Chakiri, Mohamed Nimi, Mohamed Amine Abdelmoumni i Sifeddine Sabra : els joves músics[1]

## Distincions
- Premi del jurat 2007,[2] menció especial 2008,[3] Festival de Cinema d'Avanca, Portugal
- Premi a la Millor Música Festival National du Film Tànger 2007.

## Al voltant de la pel·lícula
El rodatge de la pel·lícula va estar ple de trampes:
- Al Marroc l'equip va ser autoritzat a filmar durant 2 dies a la presó d'Oukacha. El segon dia de rodatge, l'autorització es va cancel·lar i l'equip va haver de rodar les escenes que faltaven a la universitat de Moulay Slimane.
- La producció mai va rebre autorització per filmar en un tribunal o en cap "temple de justícia" (sic), encara que aquesta mateixa autorització s'havia concedit a diverses pel·lícules, inclosa Syriana de Stephen Gaghan i Kundun de Martin Scorsese. Les escenes de la Cort van ser filmades en una església.

### Cas legal
Les Anges de Satan està inspirat en una notícia real que va sacsejar l'opinió pública marroquina el 2003. 14 músics de rock dur van ser acusats de "Satanisme", "actes susceptibles de sacsejar la fe dels musulmans", "menyspreu de la religió musulmana", "possessió d'objectes contraris a la bona moral" i homosexualitat, durant un judici absurd on la societat conservadora marroquina després d'Hassan II va condemnar els gustos musicals dels joves, mentre que anteriorment, a l'altura dels anys de plom, la gent era condemnada per les seves idees polítiques.